# Lijst van golfbanen in de Verenigde Arabische Emiraten
Deze lijst van golfbanen in de Verenigde Arabische Emiraten geeft een overzicht van golfbanen die gevestigd zijn in de Verenigde Arabische Emiraten en onderverdeeld zijn in hun 7 emiraten.
Op dit moment zijn er in totaal 16 golfbanen aanwezig in het land.

## Abu Dhabi
- Abu Dhabi City Golf Club, Abu Dhabi
- Abu Dhabi Golf Club, Abu Dhabi
- Al Ain Equestrian, Shooting & Golf Club, Al Ain
- Al Ghazal Golf Club, Abu Dhabi
- Saadiyat Beach Golf Club, Abu Dhabi
- Yas Links Abu Dhabi, Yas Island

## Ajman
Geen

## Al Fujayrah
Geen

## Sharjah
Geen

## Dubai
- Al Badia Golf Club, Dubai
- Arabian Ranches Golf Club, Dubai
- Dubai Creek Golf & Yacht Club, Dubai
- Emirates Golf Club, Dubai
- Jebel Ali Golf Resort & Spa, Dubai
- Jumeirah Golf, Dubai
- The Els Club Dubai, Dubai
- The Montgomerie, Dubai

## Ras al-Khaimah
- Al Hamra Golf Club, Ras al-Khaimah
- Tower Links Golf Club, Ras al-Khaimah

## Umm Al Qaywayn
Geen